# Hypoxantin
Hypoxantin (v odborných textech častěji hypoxanthin) je purin, který vzniká oxidativní deaminací adeninu. Jedná se zejména o metabolický produkt vznikající rozkladem purinů, nicméně může plnit i funkci minoritní báze v některých typech RNA molekul. Nukleosid, který obsahuje ribózu a hypoxantin, se označuje jako inosin.

## Metabolismus
V katabolismu purinů se hypoxantin uvolňuje působením purinnukleosidfosforylázy z inosinu, přičemž je někdy dále pomocí xantinoxidázy převáděn na xantin. Hypoxantin se (v podobě IMP, tedy inosinmonofosfátu) vyskytuje i v syntetické dráze nukleotidů. Enzym hypoxantin-guanin fosforibosyltransferáza (HGPRT) katalyzuje zase regeneraci inosinu z hypoxantinu, porucha tohoto systému má za následek např. Lesch-Nyhanův syndrom.

## Minoritní báze
Hypoxantin může plnit funkci minoritní báze v tRNA. Má zajímavé párovací vlastnosti. Platí, že hypoxantin na wobble pozici antikodonu může párovat s cytosinem, adeninem i uracilem mRNA. Tento systém umožňuje snížit počet nutných tRNA molekul, nemusí jich být 61 (jedna pro každý kódující kodon).